# Friedrich Junge (Pädagoge)

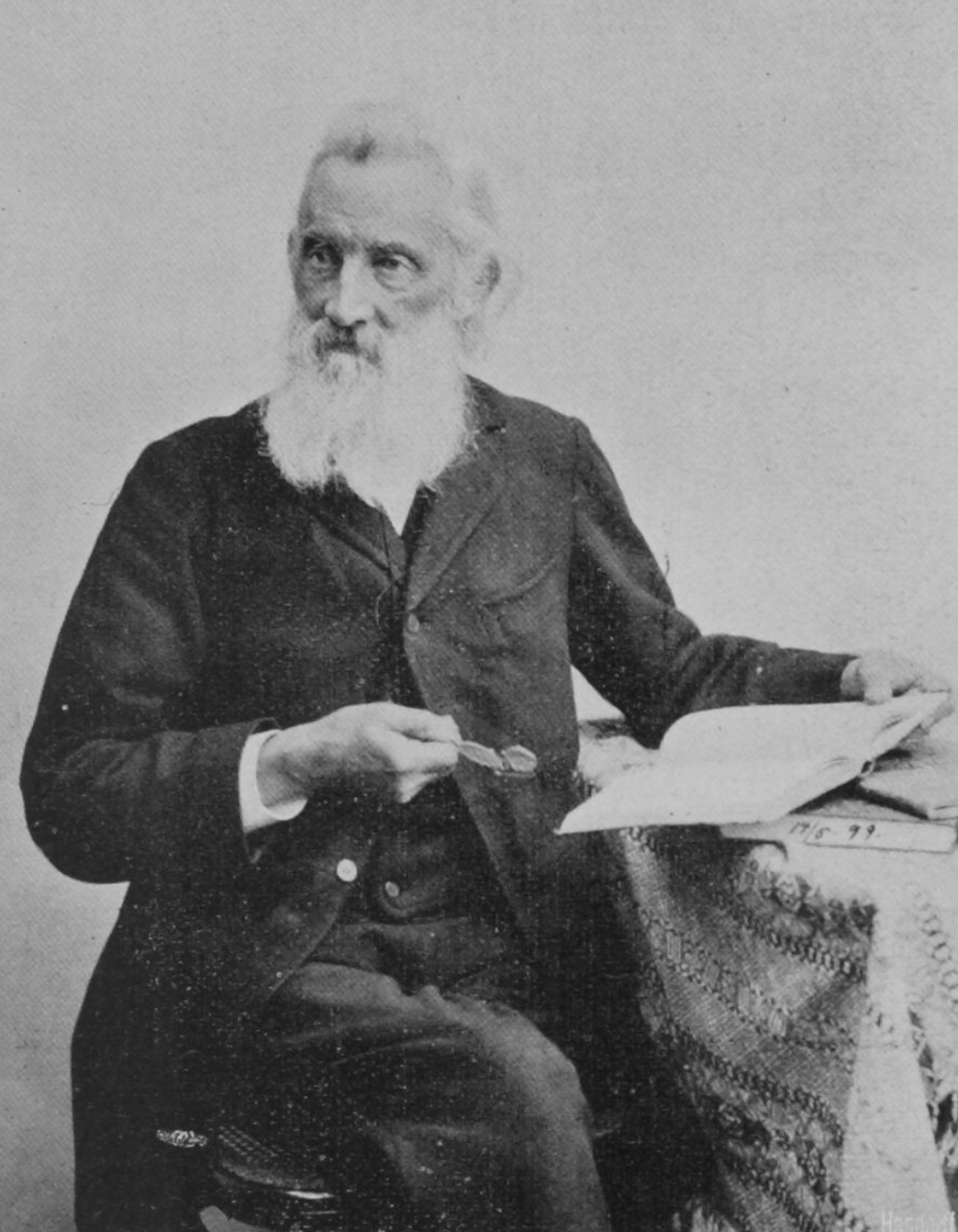
Friedrich Junge

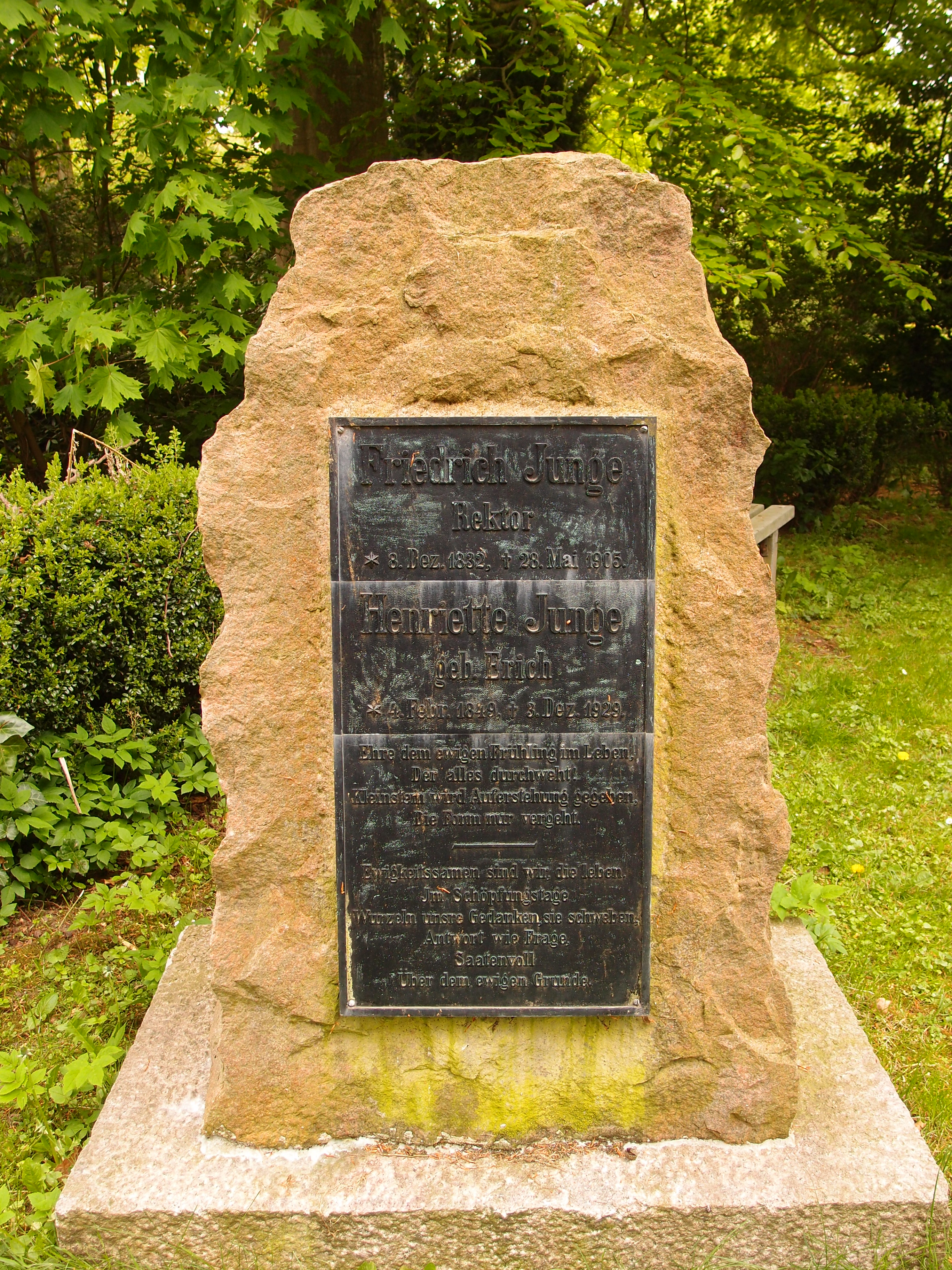
Grab von Friedrich Junge auf dem Parkfriedhof Eichhof, Kiel

Friedrich Junge (* 8. Dezember 1832 in Pölitz; † 28. Mai 1905 in Kiel) war ein deutscher Lehrer und Biologe. 

## Leben
Junge besuchte von 1851 bis 1854 das Lehrerseminar in Bad Segeberg und war 1854–1857 und 1864–1873 Lehrer in Lütjenburg. Hier hat Junge den Hohenfelder Mühlenteich erforscht und in seinem Buch beschrieben. 1857–1864 war er als Dorfschullehrer in Blankenese sowie Plön tätig und 1873–1899 als Hauptlehrer und (ab 1878) Schulleiter der ersten Mädchen-Bürgerschule in Kiel bis zum Ruhestand 1899. Hier beeinflusste Karl August Möbius das Werk von Friedrich Junge. Seine Bedeutung liegt in den Ideen zur Reform des naturwissenschaftlichen Unterrichts, die heute in ihrer Gesamtheit unter dem Begriff Reformpädagogik zusammengefasst werden.
Der Pädagoge wollte das reine Auswendiglernen von Fakten durch das Erkennen von Zusammenhängen vor allem im Volksschulunterricht ersetzen und legte großen Wert auf die praktische Anschauung. Diese Verbindung von innovativer Pädagogik, biologischem Interesse und einem ganzheitlichen Zugang zur Natur gipfelte in seinem Hauptwerk Der Dorfteich als Lebensgemeinschaft nebst einer Abhandlung über Ziel und Verfahren des naturgeschichtlichen Unterrichts. Das Buch erschien erstmals 1885 im Kieler Verlag Lipsius & Tischer und erreichte mehrere Auflagen. Junge beschreibt, wie mit einfachen Beispielen aus der dörflichen Umwelt das Verständnis für biologische Zusammenhänge vermittelt werden kann. Das Buch gilt auch heute als Klassiker der naturwissenschaftlichen Pädagogik und zeigt Junge als einen Vorläufer der modernen Ökosystemforschung.
Junges Grab befindet sich auf dem Parkfriedhof Eichhof in Kronshagen bei Kiel.

## Schriften
- Geschichtsrepetitionen für die oberen Klassen höherer Lehranstalten. Vahlen, Berlin 1885. (Digitalisat)
- Naturgeschichte in der Volksschule Teil I. Der Dorfteich als Lebensgemeinschaft nebst einer Abhandlung über Ziel und Verfahren des naturgeschichtlichen Unterrichts. 1. Auflage. Lipsius & Tischer, Kiel 1885.
- Leitfaden für den Geschichtsunterricht in den oberen Klassen höherer Töchterschulen. Vahlen, Berlin 1889. (Digitalisat)
- Naturgeschichte. Der Dorfteich als Lebensgemeinschaft nebst einer Abhandlung über Ziel und Verfahren des naturgeschichtlichen Unterrichts. Lipsius & Tischer, Kiel/Leipzig 1885. (zweite, verbesserte und vermehrte Auflage. 1891)
- Quellen und Hilfsmittel zur deutschen Geschichte. Vahlen, Berlin 1893. (Digitalisat)
- Der Dorfteich als Lebensgemeinschaft nebst einer Abhandlung über Ziel und Verfahren des naturgeschichtlichen Unterrichts. Hrsg. von Adolf Junge und Otto Junge. Dritte, verbesserte, vermehrte und bebilderte Auflage. Lipsius & Tischer, Kiel/Leipzig 1907.
- Der Dorfteich als Lebensgemeinschaft. Unveränderter Nachdruck der Dritten Auflage von 1907 mit Vorwort/Einführung von W. Janßen, W. Riedel und G. Trommer. Lühr & Dircks, St. Peter-Ording 1985, ISBN 3-921416-34-5.
- Naturgeschichte Teil II. Die Kulturwesen der deutschen Heimat nebst ihren Freunden und Feinden. Eine Lebensgemeinschaft um den Menschen. Lipsius & Tischer, Kiel/Leipzig 1891.

## Ehrungen
Die im Herbst 1951 eröffnete Schule im Kieler Westen (gelegen an der Langenbeck- und Virchowstraße) ist nach Friedrich Junge benannt.